# Kaujageri, Ron
Kaujageri là một làng thuộc tehsil Ron, huyện Gadag, bang Karnataka, Ấn Độ.